# Paul Verhoeven
Paul Verhoeven (nizozemská výslovnost: ˈpʌul vərˈɦuvə(n); narozen 18. července 1938 Amsterdam, Severní Holandsko) je nizozemský režisér, scenárista a filmový producent, který natáčí jak v Nizozemsku, tak ve Spojených státech. V dramatických a sci-fi snímcích klade důraz na násilí, sex a společenskou satiru.
Známým se stal zejména díky režii amerických celovečerních filmů Robocop (1987), Total Recall (1990), Základní instinkt (1992), Hvězdná pěchota (1997) a Muž bez stínu (2000).
Na Nizozemském filmovém festivalu byla jeho snímku z roku 1973 nazvanému Turks fruit udělena cena pro Nejlepší nizozemský film století. Jím režírovaná díla obdržela k roku 2010 devět oscarových nominací, převážně za střih a zvláštní efekty. Robocop a Total Recall získaly Oscara za zvláštní přínos. Naopak drama Showgirls z roku 1995 zaznamenalo negativní kritiku a obdrželo sedm anticen Zlatá malina, přesto se stalo kultovním snímkem.

## Osobní život a kariéra
Narodil se v Amsterdamu do rodiny učitele Wima Verhoevena a modistky Nely van Schaardenburgové. Rodina žila ve vesnici Slikkerveer, roku 1943 se přestěhovala do Haagu, v němž během druhé světové války sídlilo německé velitelství v Nizozemsku.

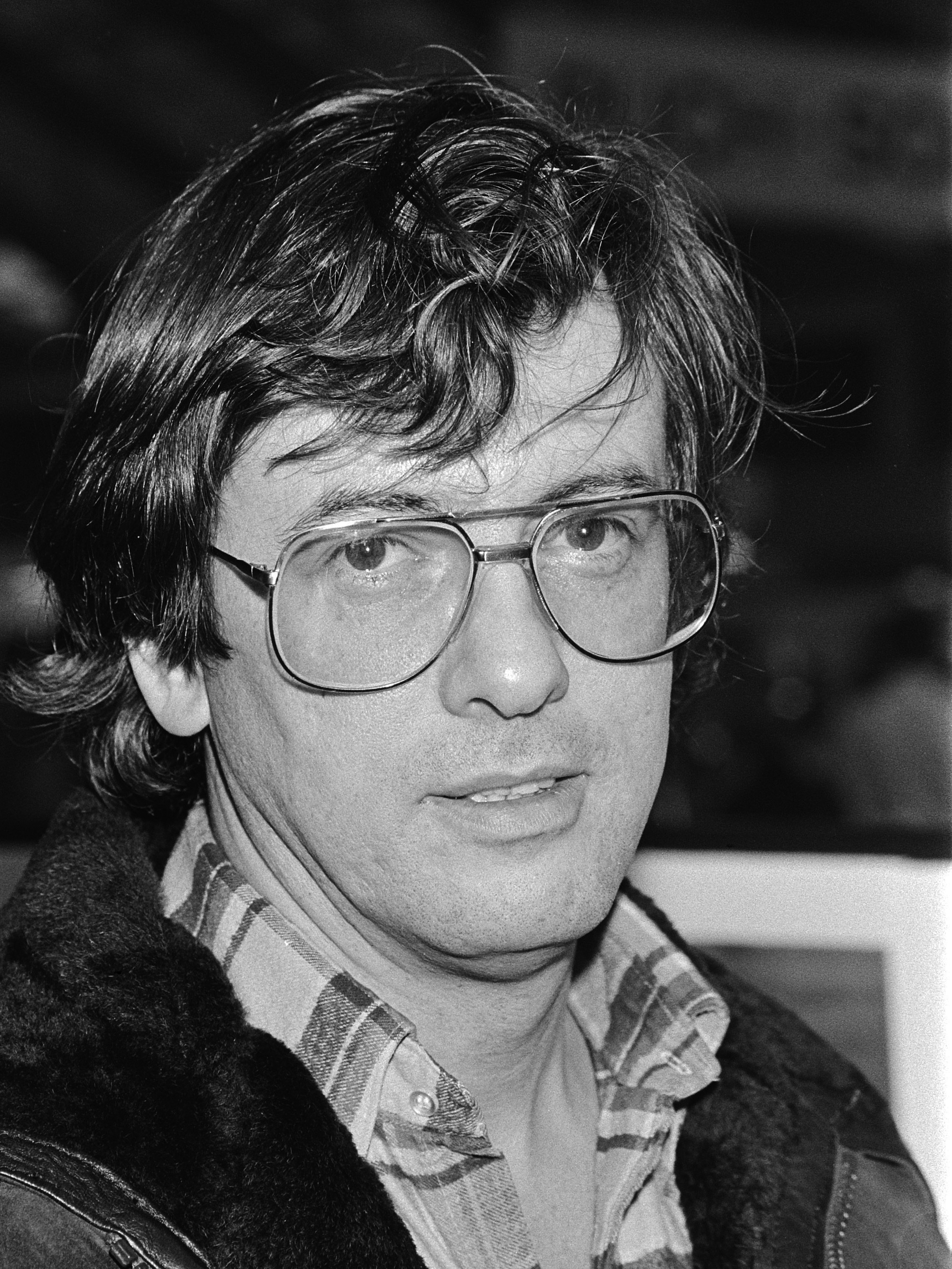
Paul Verhoeven v roce 1980

Rodinný dům se nacházel v sousedství německé základny odpalovacích ramp raket V1 a V2, jež se opakovaně staly cílem Spojeneckých náletů. Při jednom z nich bomba spadlá na křižovatku usmrtila oba jeho rodiče. Z tohoto období, jak sdělil v rozhovorech, mu v paměti zůstaly vzpomínky násilí, hořících domů, mrtvých těl na ulicích a pocit neustálého ohrožení. V dětství pojímal válku jako vzrušující dobrodružství a v tomto duchu se přirovnal k charakteru malého kluka Billa Rowana z filmu Naděje a sláva (1987).
Po absolvování haagského gymnázia pokračoval v roce 1955 studiem na Leidenské univerzitě, na níž získal magisterský titul (M.Sc.) z matematiky a fyziky. Poté zakončil doktorské studium obou oborů (Doctorandus).
Prvním režijním počinem se stal krátkometrážní film Een Hagedis teveel (A Lizzard Too Much, 1960). Následovaly další tři další krátké snímky Niets bijzonders (Nothing Special, 1961), De Lifters (1962) a Feest (Let's Have a Party, 1963).
V roce 1967 se oženil s Martine Toursovou, se kterou má dvě dcery Claudii (nar. 1972) a Helen (nar. 1974).
Po studiích nastoupil na vojenskou službu k nizozemskému námořnictvu, po jejímž ukončení se začal plně věnovat televizi a filmu. Stal se zaměstnancem státní televize. V roce 1973 natočil snímek Turks fruit, který byl nominován na Oscara za nejlepší cizojazyčný film. Mezinárodní ohlas získal dramatem nominovaným na Zlatý glóbus Oranžský vojak (1977), za nějž obdržel Cenu losangeleských filmových kritiků pro nejlepší cizojazyčný film.

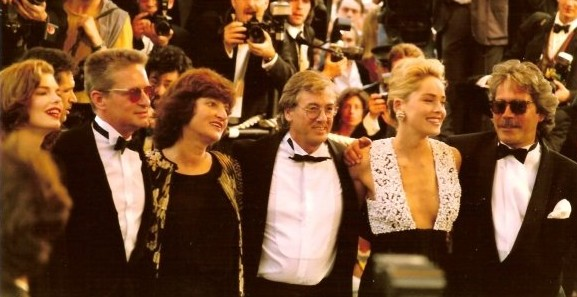
Verhoeven (třetí zprava) na uvedení Základního instinktu v Cannes, 1992.

Premiérovým hollywoodským snímkem se v roce 1985 stalo akční drama Maso a krev. Následovala divácky úspěšná triáda Robocop (1987), Total Recall (1990) a Základní instinkt (1992), jenž se stal devátým nejvýnosnějším filmem roku.
V polovině 90. let režíroval kritikou negativně přijaté erotické drama Showgirls (1995) o striptérce v Las Vegas snažící se vybudovat kariéru showgirl. Režisér se stal prvním v historii, který si v dané kategorii osobně přišel pro anticenu Zlatá malina. Pak ovšem následoval nečekaný úspěch filmu v oblasti domácího videa, když na tržbách z videopůjčoven celkový zisk přesáhl částku 100 miliónů dolarů a stal se jedním z dvaceti nejlépe výdělečných snímků všech dob společnosti Metro-Goldwyn-Mayer.

## Filmografie

### Režijní
- 2016 – Elle
- 2012 – Steekspel
- 2006 – Černá kniha
- 2000 – Muž bez stínu
- 1997 – Hvězdná pěchota
- 1995 – Showgirls
- 1992 – Základní instinkt
- 1990 – Total Recall
- 1987 – Robocop
- 1985 – Maso a krev
- 1983 – The Hitchhiker (seriál)
- 1983 – De Vierde man
- 1980 – Sprej na vlasy
- 1979 – Voorbij, voorbij (TV film)
- 1977 – Oranžský voják
- 1975 – Keetje Tippel
- 1973 – Turks fruit
- 1971 – Wat zien ik?
- 1970 – Worstelaar, De
- 1969 – Floris (TV seriál)
- 1963 – Feest
- 1962 – De Lifters
- 1961 – Niets bijzonders
- 1960 – Fen Hagedis teveel

### Herecká
- 2002 – Soldaat van Oranje Revisited